# ناثانيل أميس
ناثانيل أميس (بالإنجليزية: Nathaniel Ames)‏ هو ناشر أمريكي، ولد في 22 يوليو 1708 في Bridgewater, Massachusetts ‏ في الولايات المتحدة، وتوفي في 11 يوليو 1764 في ديدام في الولايات المتحدة.